# 왜관중앙초등학교
왜관중앙초등학교는 대한민국 경상북도 칠곡군에 있는 공립 초등학교이다.

## 학교 연혁
- 1943년	5월 27일	아곡국민학교로 개교
- 1965년	5월 27일	석전국민학교로 개칭
- 1984년	3월 10일	병설유치원 개원
- 1984년  5월 12일 석전초등학교로 개칭
- 1996년	3월 1일	왜관중앙초등학교로 개칭
- 1996년	6월 4일	왜관중앙초등학교 운영위원회 발족
- 2002년	4월 25일	체육관 및 급식소 개관

## 참고 자료
- 왜관중앙초등학교 - 한국교육학술정보원 학교알리미